# Назаренко, Владимир Михайлович
Назаренко Владимир Михайлович (12 марта 1938, Белокоровичи, Житомирская область — 1 августа 2013, Кривой Рог, Днепропетровская область) — советский и украинский учёный, изобретатель, доктор технических наук (1990), профессор (1992), академик-секретарь, академик Международной академии компьютерных наук и систем (International Academy of Computer Sciences and Systems) (1994), председатель специализированного учёного совета по защите докторских диссертаций при Криворожском национальном университете.

## Биография
Родился 12 марта 1938 года в селе Белокоровичи в семье военного.
В 1961 году окончил Криворожский горнорудный институт (КГРИ) по специальности «Электрификация промышленных предприятий и установок», получил квалификацию инженер-электромеханик и диплом с отличием.
В 1961—1967 годах возглавлял Центральную заводскую электротехническую лабораторию Криворожского металлургического завода «Криворожсталь» имени Ленина. Несмотря на перспективу профессионального роста, решил посвятить жизнь научной деятельности.
В 1972 году защитил диссертацию на соискание учёной степени кандидата технических наук в области горных машин по теме «Исследование основных электромеханических параметров и технико-экономических показателей новых систем шахтного подъёма для больших глубин».
Член КПСС с 1974 года.
В 1978 году присвоено учёное звание доцента по кафедре автоматизации производственных процессов.
В 1978—2013 годах — заведующий кафедрой автоматизации производственных процессов, информатики, автоматики и систем управления.
В 1990 году защитил диссертацию на соискание учёной степени доктора технических наук в области автоматизации технологических процессов и производства, а также в области горных машин по теме «Режимы работы автоматизированных ленточных конвейеров рудоподготовительного производства».
В 1992 году присвоено учёное звание профессора кафедры автоматизации производственных процессов.
В 1999—2007 годах — председатель специализированного учёного совета по защите докторских диссертаций при Криворожском национальном университете. Инициатор и организатор открытия в 1995—2003 годах в Криворожском национальном университете на факультете информационных технологий трёх специальностей: «Системы управления и автоматики», «Компьютерные системы и сети», «Профессиональное обучение» со специализацией «Компьютерные технологии в управлении и образовании».
Умер 1 августа 2013 года в Кривом Роге.

## Научная деятельность
Основатель и главный редактор научного журнала «Академический вестник».
Автор 523 научных работ, 152 авторских свидетельств и патентов, 7 пособий и монографий. Под его научным руководством защищены 2 докторские и 21 кандидатская диссертации.
Первые научные разработки связаны с автоматизацией шахтного подъёма. Владимиром Михайловичем была разработана автоматизированная система управления шахтным подъёмом для больших глубин, обеспечившая реализацию рациональных режимов работы. Материалы разработок были помещены в банк данных США. В 1972 году защищена кандидатская диссертация.
Дальнейшая деятельность касается разработки автоматизированных систем управления рудоподготовкой.
Впервые была смоделирована работа дробильно-сортировочного, транспортного и рудоподготовительного оборудования, разработаны и внедрены системы диагностирования уровня загрузки бункеров, дробилок, величин их разгрузочных щелей. Созданная автоматизированная система позволила моделировать грузопотоки, поступающие на транспортировку, оценить качество, себестоимость промышленного продукта в любой точке технологической схемы. Указанное позволило построить автоматизированные рабочие места главных специалистов системы рудоподготовки и внедрить их.
Дальнейшие исследования посвящены автоматизации тяжёлых многоприводных конвейеров длиной до 2 км и конвейерных линий. Впервые в СССР под его руководством научной группой из более 30 человек были разработаны и внедрены системы автоматического регулирования скорости транспортировки и натяжения ленты. Себестоимость транспортировки уменьшилась вдвое. Это позволило уменьшить динамические нагрузки на оборудование и ленту, облегчить конструкцию конвейера, увеличить срок службы ленты в 1,7—2,2 раза, снизить энергозатраты на 50—60%. Указанные системы управления неоднократно демонстрировались на ВДНХ в Москве и Киеве.
Разработки были воплощены в проектах и оборудовании, выпускаемых ведущими предприятиями определенного профиля: Новокраматорский машиностроительный завод; Азовмаш, Уралмашзавод (Екатеринбург); Александрийский, Харьковский, Таллинский электромеханические заводы; завод «Виброприбор» (Таганрог).
Акцент был поставлен на разработку интегрированных систем управления производственной деятельностью предприятий, имеющих три исходные координаты (количество произведённой продукции, её качество и себестоимость). Эти научные проблемы были решены в докторской диссертации в 1990 году.
Основатель научной школы управления технологическими процессами горно-металлургической промышленности. Автор проекта создания геоинформационной системы K-MINE для управления горными предприятиями.
Главными достижениями в научной теоретической и практической сфере являются:
- разработка автоматизированного подъёмного комплекса со шкивами трения без уравновешивающих канатов;
- создание математических описаний управления тяжёлыми многобарабанными ленточными конвейерами и доведение их до серийного выпуска;
- математическое моделирование и разработка автоматизированных систем управления процессами рудоподготовки для гибкого производства;
- разработка аналитических методов идентификации и анализа технологических ситуаций.

### Научные труды
1. Назаренко В. М. Системы управления механизмами дробильно-сортировочных фабрик / М.: Недра, 1985. — 60 с.
2. Nazarenko V.M. Control systems for heavy multidrive conveyor. Datebank of Institute for scientific information. Philadelphia, Pennsylvania, USA. — 1978. — p. 1.
3. Назаренко В. М. Режимы работы автоматизированных ленточных конвейеров рудоподготовительного производства / В. М. Назаренко. — Кривой Рог: Дионис, 2014. — 358 с.
4. Назаренко В. М. Информационные системы в управлении большими объектами / Кривой Рог: Издательский центр ДВУЗ «КНУ», 2013. — 287 с.
5. Назаренко В. М. Теории информации и кодировки: монография / Кривой Рог: Издательский центр ДВУЗ «КНУ», 2013. — 299 с.

## Награды
Нагрудный знак «Отличник образования Украины» Министерства образования и науки Украины (2002).